# 67-й Нью-Йоркский пехотный полк
67-й Нью-Йоркский пехотный полк (67th New York Volunteer Infantry Regiment), известный также как «1st Long Island Regiment» — представлял собой один из пехотных полков армии Союза во время Гражданской войны в США. Полк был сформирован в июне 1861 года и прошёл все сражения Потомакской армии на Востоке от осады Йорктауна до сражения за Форт-Стивенс. В сентябре 1864 года полк был частично расформирован, а оставшиеся роты переведены в 65-й Нью-Йоркский пехотный полк.

## Формирование
Летом 1861 года полковник Джулиус Адамс был уполномочен военным департаментом набрать пехотный полк. 20 и 24 июня роты полка были приняты на службу в федеральную армию сроком на три года службы. 19 августа полк получил свою нумерацию. Штаб полка во время набора находился на Фултон-Стрит в Нижнем Манхэттене.
Роты А, В и Е были названы как «Beecher’s Pets» в честь конгрессмена и аболициониста Генри Уорда Бичера (брата Гарриет Бичер-Стоу). Остальные роты были набраны в Бруклине (F, G, I и K), в Сцио (C), в округе Уэйн (D) и Рочестере (H). Первым командиром полка стал полковник Адамс, подполковником Нельсон Кросс и майором Марк де Зенг.

## Боевой путь
21 августа 1861 года полк покинул штат и отправился в Вашингтон, где был размещён в укреплениях города и включён в бригаду Лоуренса Грэма (в составе дивизии Бьюэлла). В марте 1862 года были сформированы корпуса Потомакской армии и бригада Грэма стала частью дивизии Дариуса Кауча в составе IV корпуса Потомакской армии. 25 марта полк отправился в Александрию, где погрузился на пароход Daniel Webster (вместе с 82-м Пенсильванским) и был переправлен в форт Монро на Вирджинском полуострове. Началась кампания на полуострове и полк участвовал в осаде Йорктауна и сражении при Уильямсберге (неактивно). Послу Уильямсберга полк участвовал в наступлении на Ричмонд и сражался при Севен-Пайнс, где погиб один лейтенант и 28 рядовых, капитан Дениель Салливан и 18 рядовых были смертельно ранены. Ранения получили полковник Адамс, капитаны Льюис Пек, Генри ван Несс и Генри Рейнландс, один лейтенант и 112 рядовых. 6 человек пропало без вести, итого полк потерял 170 человек. Предположительно, подполковник Кросс принял командование после ранения Адамса.
Перед сражением командование бригадой принял генерал Джон Эберкомби.
Полк прошёл сражения Семидневной битвы, где был задействован незначительно. При Малверн-Хилл было потеряно 3 человека убитыми, 4 смертельно ранеными и одного легко раненым.
После Малверн-Хилл армия отступила в Харрисон-Лендинг. 17 июля командование бригадой принял Джон Кохран.
16 августа полк был направлен в форт Монро и оттуда переправлен в Александрию. 30 августа майор Де Зенг уволился и на его место был назначен капитан рота А, Джордж Фостер. Дивизия Кауча участвовала в Мерилендской кампании. 13 сентября она была временно придана VI корпусу, а 26 сентября была формально включена в состав корпуса.
Когда началось сражение при Энтитеме, бригада Кохрана находилась в тылу и прибыла на поле боя только на следующий день.